# Бетанкурія
Бетанкурія (ісп. Betancuria) — муніципалітет в Іспанії, у складі автономної спільноти Канарські острови, у провінції Лас-Пальмас, на острові Фуертевентура. Населення — 823 особи (2010).
Муніципалітет розташований на відстані близько 1630 км на південний захід від Мадрида, 140 км на схід від міста Лас-Пальмас-де-Гран-Канарія.
На території муніципалітету розташовані такі населені пункти: (дані про населення за 2010 рік)
- Бетанкурія: 207 осіб
- Вальє-де-Санта-Інес: 410 осіб
- Вега-де-Ріо-Пальмас: 206 осіб

## Демографія
Динаміка населення (INE ):

## Галерея зображень

Розташування муніципалітету на острові Фуертевентура
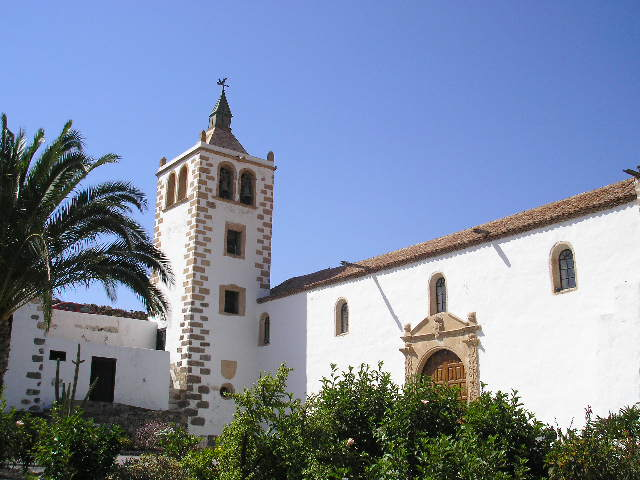
Церква в Бетанкурії
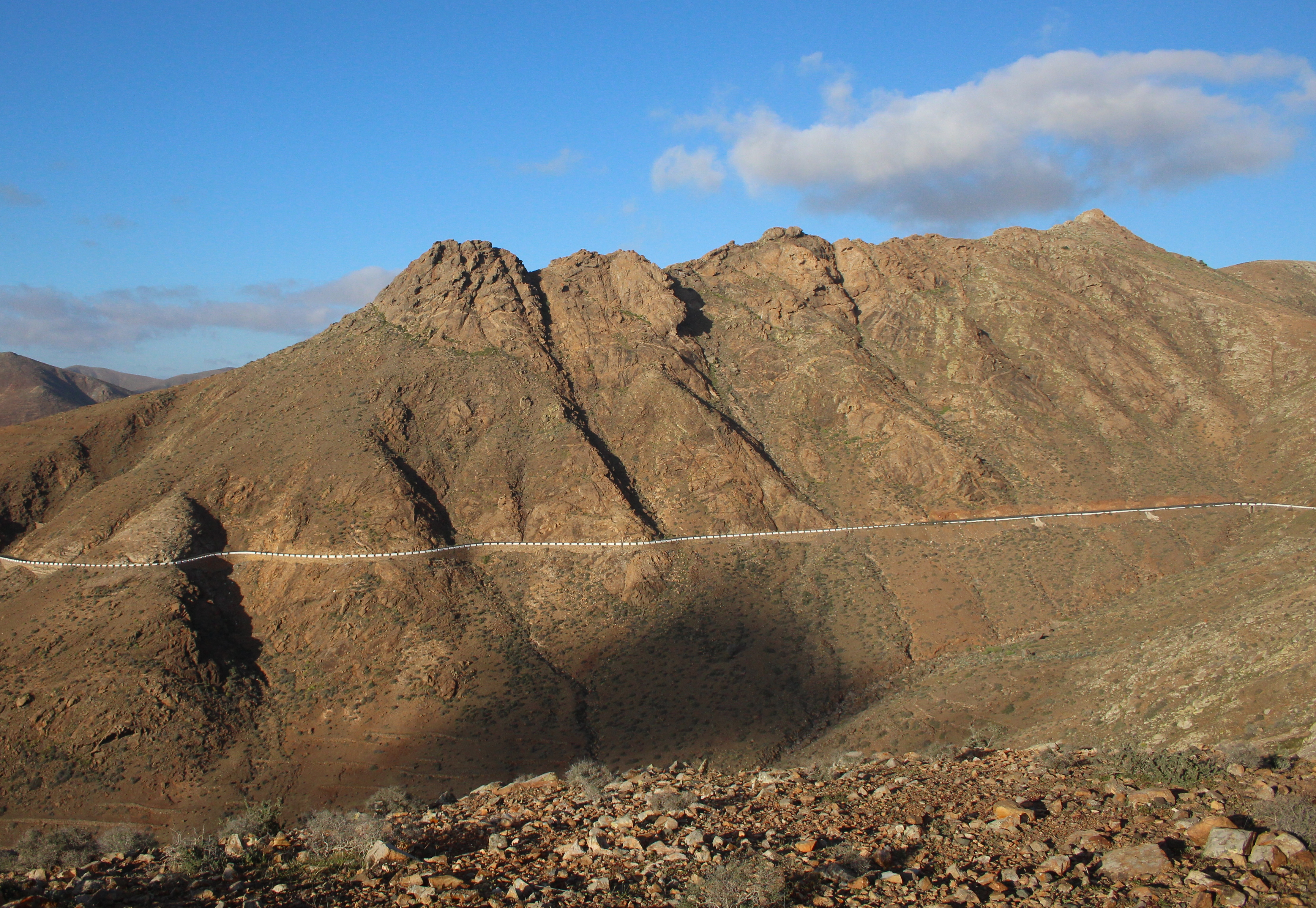
Бетанкурія